# Lista över kommuner i departementet Mayotte
Detta är en lista över de 19 kommunerna i det utomeuropeiska departementet Mayotte i Frankrike, beläget i Indiska oceanen.
| INSEE-kod | Postnummer | Kommun       |
| --------- | ---------- | ------------ |
| 98510     | 97600      | Koungou      |
| 98511     | 97600      | Mamoudzou    |
| 98508     | 97615      | Dzaoudzi     |
| 98515     | 97615      | Pamandzi     |
| 98503     | 97620      | Bandrélé     |
| 98504     | 97620      | Bouéni       |
| 98506     | 97620      | Chirongui    |
| 98509     | 97625      | Kani-Kéli    |
| 98501     | 97630      | Acoua        |
| 98512     | 97630      | M'tsamboro   |
| 98516     | 97640      | Sada         |
| 98502     | 97650      | Bandraboua   |
| 98513     | 97650      | Mtsangamouji |
| 98507     | 97660      | Dembeni      |
| 98505     | 97670      | Chiconi      |
| 98514     | 97670      | Ouangani     |
| 98517     | 97680      | Tsingoni     |